# 普奥珀耶·琼斯
罗纳德·杰尔姆·琼斯（英語：Ronald Jerome Jones，1970年6月17日—），美国NBA联盟职业篮球运动员。他在1992年的NBA选秀中第2轮第41顺位被休斯顿火箭选中。目前是費城76人助理教練。